# Флаглер (округ)
Фла́глер (англ. Flagler county) — округ штата Флорида Соединённых Штатов Америки. На 2000 год в нем проживало 49 832 человек. По оценке бюро переписи населения США в 2016 году население округа составляло 108 310 человека. По показателю прироста населения (66,7 % с 2000 года) Фледлжер является самым быстрорастущим округом США. Окружным центром является город Буннелл.

## История
Округ Флаглер был сформирован в 1917 году. Он был назван в честь Генри Моррисона Фледлжера, железнодорожного магната, построившего Восточную Флоридскую железную дорогу.
В 1974 году в округе открылся парк аттракционов Марко Поло, однако из-за своей убыточности был вскоре закрыт.
В 1998 году из-за угрозы степных пожаров по всему округу была объявлена обязательная эвакуация. Это был первый и до сих пор единственный случай во Флориде, когда был эвакуирован целый округ.